# Карафијело (Напуљ)
Карафијело је насеље у Италији у округу Напуљ, региону Кампанија.
Према процени из 2011. у насељу је живело 42 становника. Насеље се налази на надморској висини од 29 м.